# روجرو دئوداتو
روجرو دئوداتو (ایتالیایی: Ruggero Deodato؛ زادهٔ ۷ مهٔ ۱۹۳۹ - درگذشتهٔ ۲۹ دسامبر ۲۰۲۲) کارگردان و بازیگر اهل ایتالیا بود. وی از سال ۱۹۵۹ میلادی تا ۲۰۲۲ مشغول فعالیت بود.
از فیلم‌ها یا برنامه‌های تلویزیونی که وی در آن نقش داشته‌است، می‌توان به در آخرین لحظه، مسافرخانه: قسمت ۲، شبح مرگ و کانیبال هولوکاست اشاره کرد.